# Calorosi
I Calorosi (o Calarosi) furono una nobile famiglia di Mantova.

## Storia
Facevano parte dei milites cittadini e in epoca comunale si affermarono a Mantova tra le famiglie più in vista, quali Avvocati, Bonacolsi, Gonzaga, Agnelli, Adotti, Visdomini e Poltroni. I Calorosi erano vassalli del monastero di San Genesio di Brescello, fondato da Matilde di Canossa, con beni in Scorzarolo.
Occuparono cariche pubbliche a partire dal 1199. La famiglia compare nelle cronache della città nel 1207, quando iniziò la guerra con i Poltroni per la supremazia in città. Nel 1208, nelle strade della civitas vetus vi fuirono scontro tra le due famiglie e nel 1209 Bolso de Poltroni, membro principale della famiglia, fu ucciso da Bertolotto de Calorosi. L'omicidio procurò loro l'uscita dalla città, nella quale fecero rientro solo dopo il 1209. La guerra contro i Poltroni ebbe termine solo nel 1229, quando un matrimonio tra membri delle due famiglia portò alla pace.
Nel 1235 quando assassinato il vescovo Guidotto da Correggio, per aver preteso di limitare la libertà potestale del comune. Mandanti ed esecutori vi furono tra i  membri dei Calorosi e dei Poltroni che, espulsi da Mantova, trovarono rifugio a Verona da Ezzelino III da Romano. I Calorosi aumentarono la loro fortuna quando Samaritana, figlia di Alberto Calorosi, sposò un figlio del conte di Marcaria, un ramo dei conti Ugoni.
Un Aldrigotto Calorosi appare raffigurato con una borsa al collo nell'affresco del 1251 circa I traditori di Marcaria con le borse al collo presente nella contro facciata del Palazzo della Ragione di Mantova.